# Femtosekundlaser
Femtosekundlaseren er en laser der leverer en laserstråle, med pulser med en ekstrem kort varighed, på 150 femtosekunder. Det svarer til, at pulsen er 45 mikrometer lang, hvilket svarer til cirka et hårs bredde.
Den korte puls betyder, at energien fra laserlyset ikke når at diffundere ud i materialet. Der sker en såkaldt ”kold” bearbejdning, som gør det muligt at bearbejde tynde materialer.
Femtosekundlaser bliver bl.a. benyttet i LASIK-øjenoperation metoden.
Her benyttes Femtosekundlaser til at præparere hornhindelamellen (flappen) som et led i denne operationsform.
Efterfølgende benyttes excimerlaseren til at arbejde i det område under den flap, som femtosekundlaseren tidligere har lavet.